# Pierre Richard (artiste)
Pour les articles homonymes, voir Pierre Richard (homonymie) et Richard.
Pierre Richard  né le 3 mai 1802 à Kédange (Moselle) et mort le 14 janvier 1879 à Gorze (district de Lorraine) est un peintre français, rattaché à l'art brut.

## Biographie

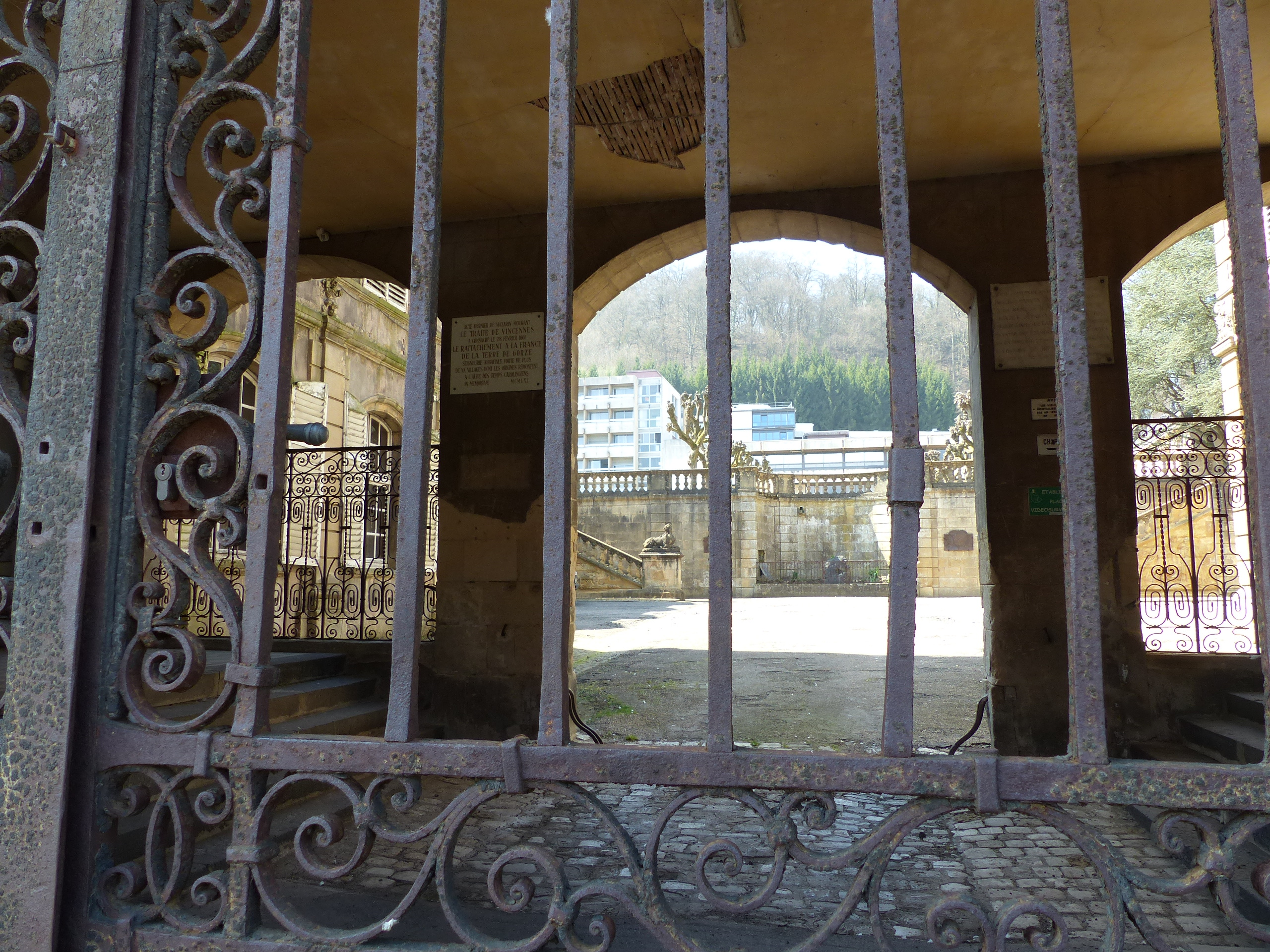
Ancien palais abbatial devenu asile de Gorze. Les bâtiments occupés par les indigents et aliénés se dressaient sur les terrasses au fond jusqu'au milieu du XXe siècle.

Pierre Richard a passé son enfance et son adolescence à Kédange, dans la vallée de la Canner. Orphelin de père à l'âge de deux ans, il a deux sœurs et un demi-frère Antoine. Francophone, il connait le dialecte germanique local par sa mère. Pierre Richard a été marqué par le passage des troupes napoléoniennes et l'occupation de son département par les troupes russes et prussiennes de 1814 à 1816 ; certains de ses dessins en témoigneront dans ses ouvrages. 
Pierre Richard et sa mère s'installent à Dalstein en 1830. Après la disparition de sa mère, il est dépouillé de ses biens (maison et terres) par son demi-frère Antoine. En 1850 il s'installe à Chémery-les-Deux. Pierre Richard est interné en 1870 à l'asile d'aliénés de Gorze, près de Metz, jusqu'à son décès en 1879.

## Œuvre
Vers 1840, à Dalstein, Pierre Richard est en relation avec Jean Heitz (1777-1846), qui lui fait connaître des petits livres de magie populaire. Il se révèle friand de ces textes et figures ésotériques. L’œuvre connue aujourd’hui de Pierre Richard est constituée d’un petit ouvrage imprimé, Enchiridion du Pape Léon, et de deux grands albums que Pierre Richard a entièrement couverts de dessins et écrits de sa main.  Au total, ces œuvres comptent 744 pages.

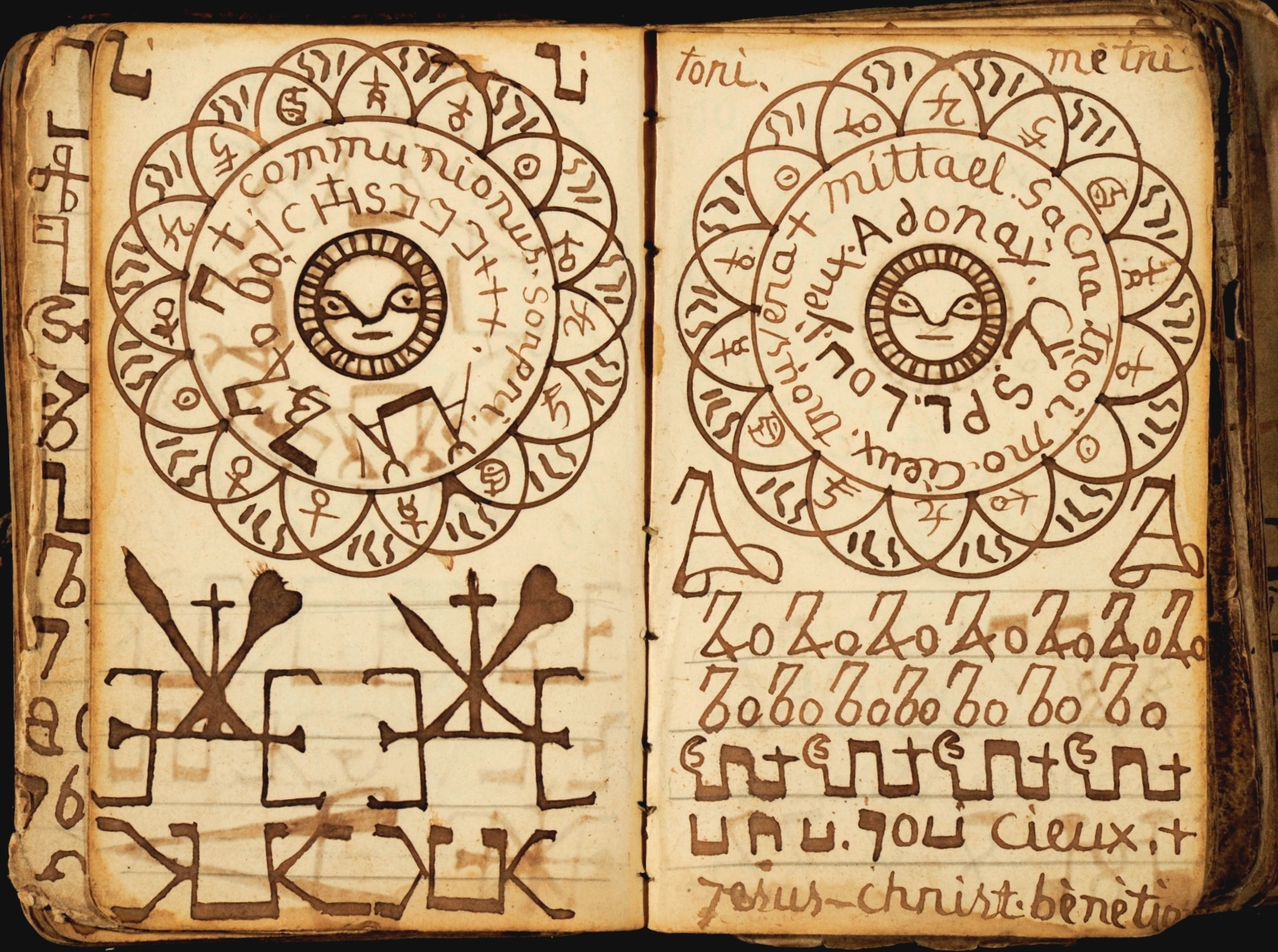
Double page de l’Enchiridion du Pape Léon. Exemples de talismans à figure centrale solaire.

L’Enchiridion du Pape Léon, un imprimé ésotérique datant de 1800, mesure 13,6 × 8,3 cm et comprenait initialement 120 pages, que Pierre Richard a entièrement annotées à l’encre brune et enrichi de 120 nouvelles pages, toutes entièrement couvertes de dessins et d’écrits autographes. Pierre Richard dessine des croix, de nombreux talismans et expérimente ses monogrammes en combinant lettres et parfois  figures.

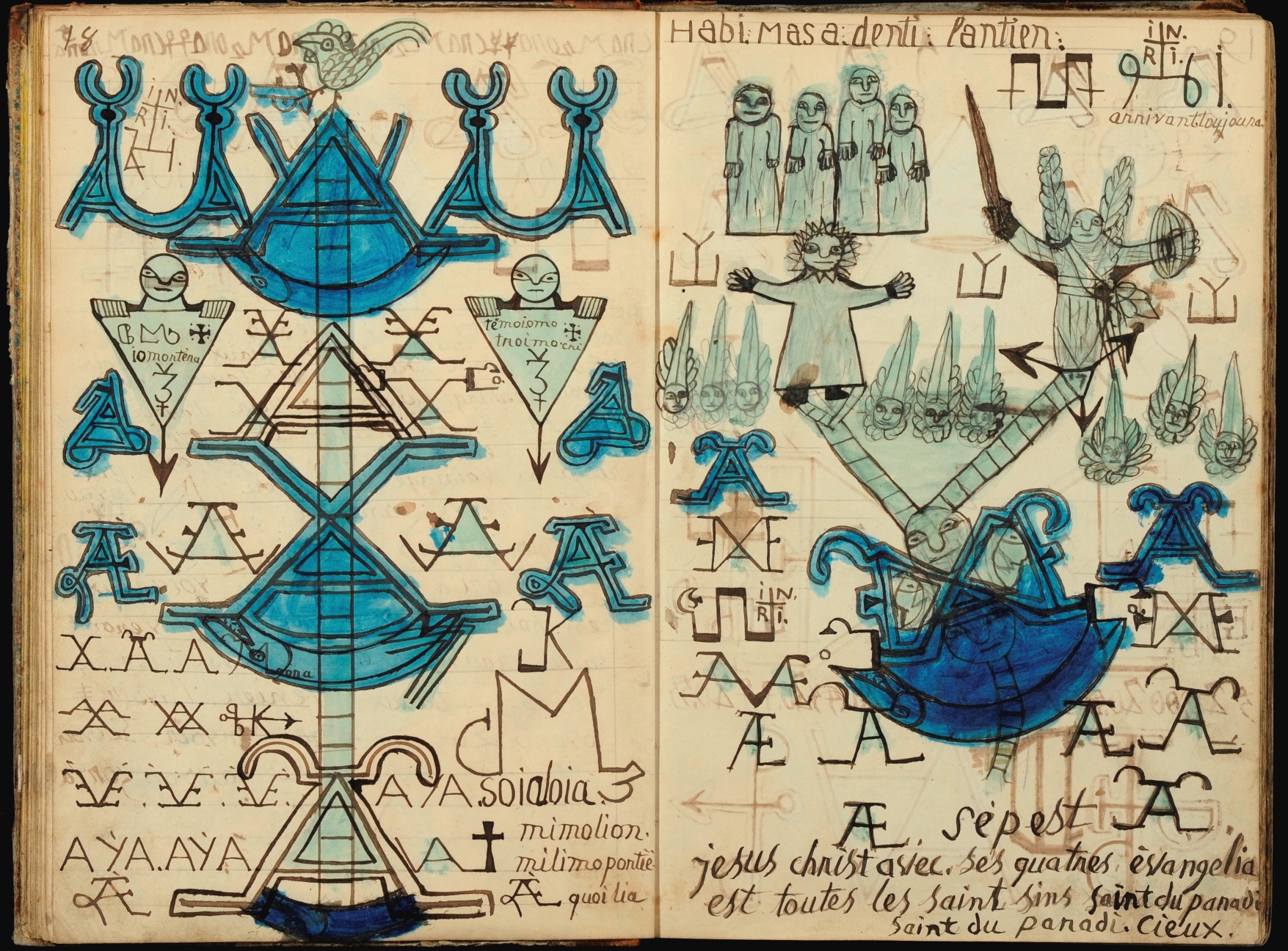
Album I, folio 18, « Le rêve de Richard ». Un monogramme se métamorphose progressivement depuis le bas de la page à gauche, le long de l'échelle céleste vers le paradis à droite.

L’Album I est un in-folio (32,7 × 22,2 cm) de 188 pages. Dans ce volume, Pierre Richard a abondamment utilisé la couleur pour l’illustration. Les talismans, pentacles et autres figures — comme représentations de la Trinité — apparaissent en nombre dans la première moitié de l’ouvrage ; d’autres thèmes se rajoutent dans la seconde partie, notamment une série de chars — parfois funéraires, le plus souvent en relation avec le ciel — et d’autres figures encore. Cet ouvrage paraît avoir été créé au cours des années 1850, au moment où Pierre Richard était installé à Chémery-les-Deux.
L’Album II semblable au précédent mesure 36 × 24 cm. Dans ses 282 pages, Pierre Richard représente de nombreux talismans circulaires, d’abord isolés, puis souvent des figures composés de groupements de ces talismans. Des figures nouvelles apparaissent en fin de volume, où le papier plus mince provoque des effets de transparence que l’auteur utilise dans la création de dessins. La date de 1867 figure à deux reprises dans ce volume.

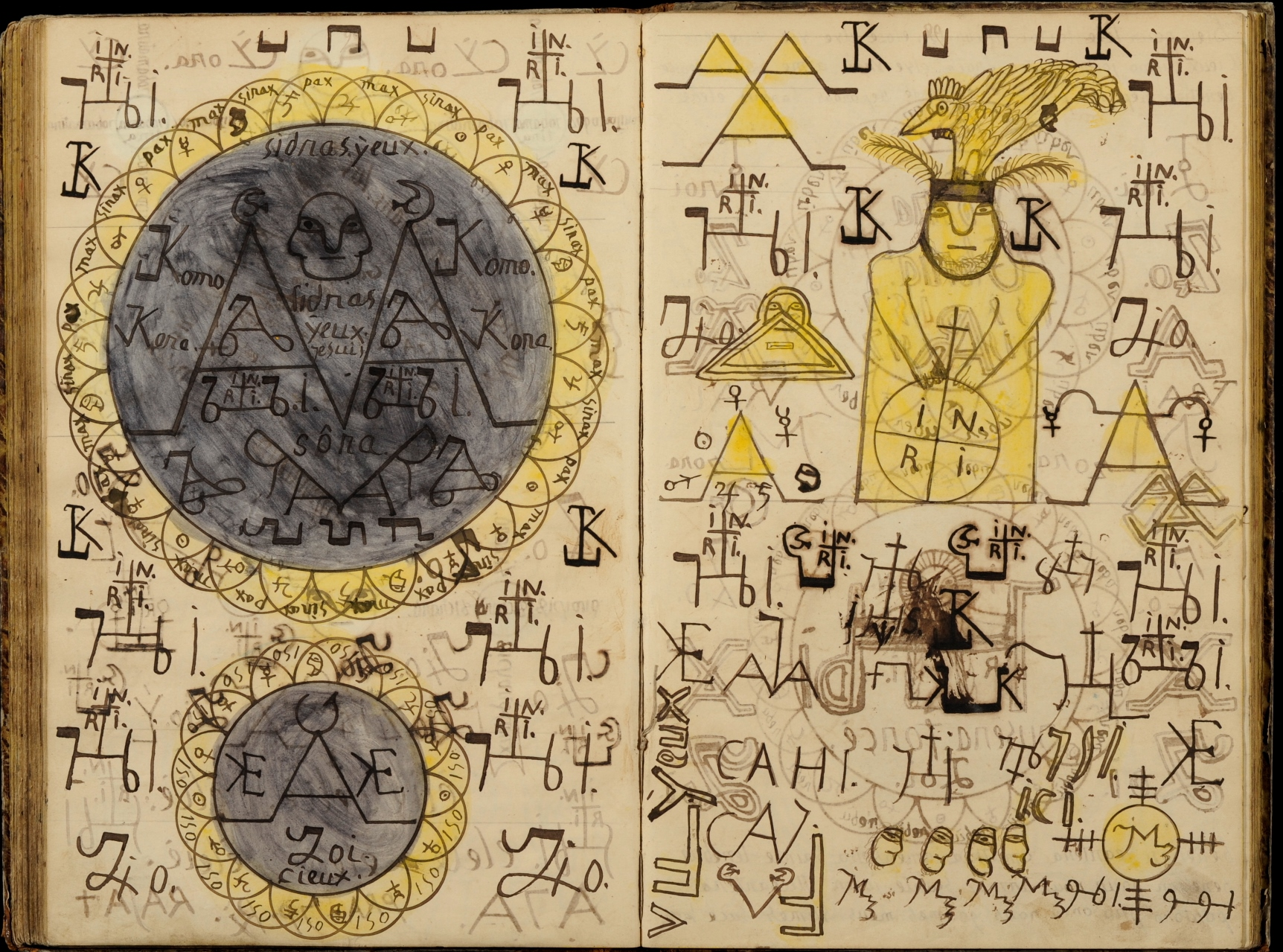
AIbum II, folio 90, combinaison de talismans superposés et personnage christique coiffé de palmes et d'un coq.

L’écrit, souvent imbriqué aux dessins, a dans l’œuvre de Pierre Richard une place primordiale : Pierre Richard utilise une langue personnelle où alternent mots lisibles, mots raccourcis et innombrables néologismes. Il joue souvent sur les assonances. Ses textes, en français principalement, contiennent aussi des passages en patois francique et, dans le cas de certaines formules reprises, des mots en grec, latin ou hébreu. Il fait appel à de nombreux sigles et acronymes (IHS pour Jésus-Christ, etc.), mais une de ses grandes singularités est la création d’une écriture propre, qui, outre les raccourcis et néologismes, est caractérisée par la fabrication de multiples monogrammes, qui prennent parfois de grandes proportions: il crée ainsi des glyphes soit autour d’une lettre (comme A, K, R…), soit en combinant deux lettres avec quelques symboles, voire avec un outil ou une arme. Ces monogrammes semblent correspondre notamment à des figures interpellées, à Dieu — particulièrement sous la forme « Adonaï » —, Marie, saint Michel, et éventuellement à lui-même. Dans ces écrits, Pierre Richard se remémore certains événements vécus, mais il adresse principalement des invocations et interpellations à la Sainte Trinité, à Dieu le Père, à Adonaï, à Jésus, à la Vierge Marie ou encore à des anges ou saints.
Par le dessin et l’écrit, Pierre Richard a  créé un monde personnel très singulier, relevant de l'art brut. Annette Messager reconnaît en lui « un véritable immense artiste ». Historiens de l’art et psychiatres s’accordent pour dire que l’art de Pierre Richard se rapproche de l’art « des fous », ainsi de celui d'Adolf Wölfli ou d’Aloïse Corbaz. Ses travaux, à la fois archaïques et, par certains traits, annonciateurs de formes qui apparaissent ultérieurement, ont une antériorité importante par rapport aux artistes habituellement reconnus : ils explorent des terres inexplorées, des chemins inédits.

## Expositions
"Ecrire c'est dessiner",  Centre Pompîdou-Metz,  6 novembre 2021 au 21 février 2022, commissariat de Jean-Marie Gallais.